# مارلو، باکینگهام‌شر
longitudeمارلو، باکینگهام‌شرlatitudeمارلو، باکینگهام‌شر
مارلو، باکینگهام‌شر (به انگلیسی: Marlow, Buckinghamshire) یک شهرک در بریتانیا است که در انگلستان واقع شده‌است.

## خصوصیات
مارلو ۱۴٬۰۰۴ نفر جمعیت دارد.

## خواهرخوانده
شهر Marly-le-Roi خواهرخواندهٔ مارلو، باکینگهام‌شر هست.

## نگارخانه

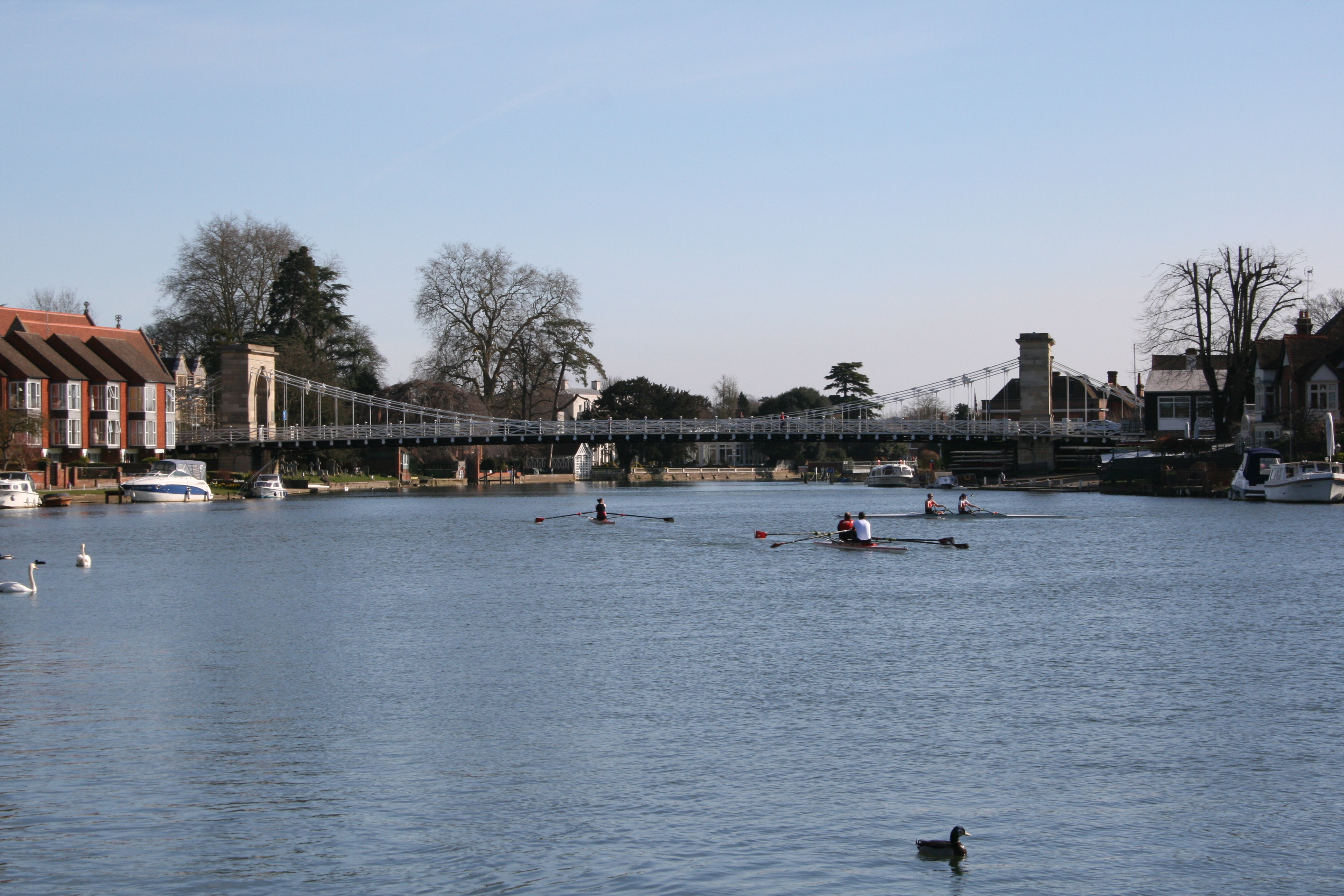
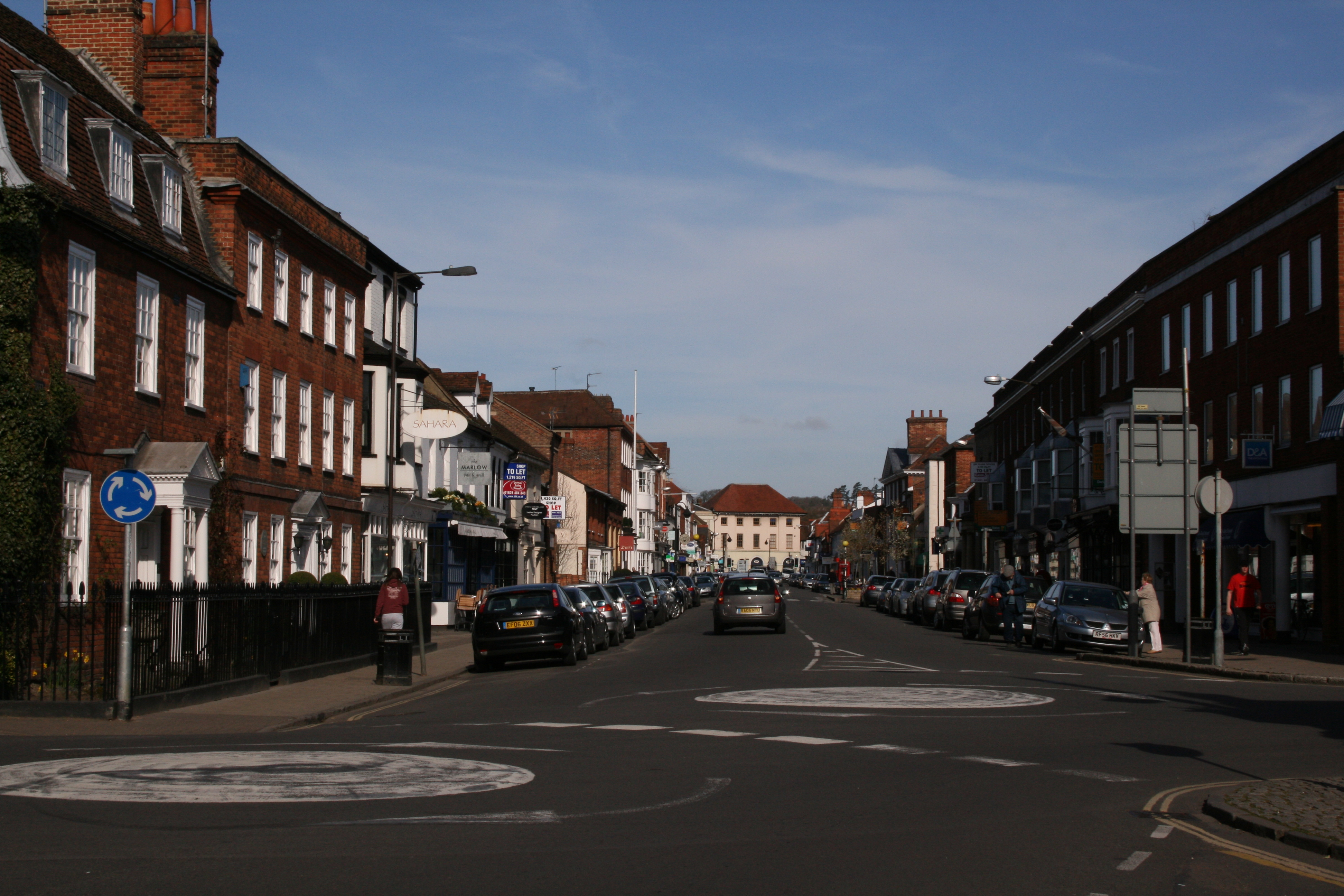
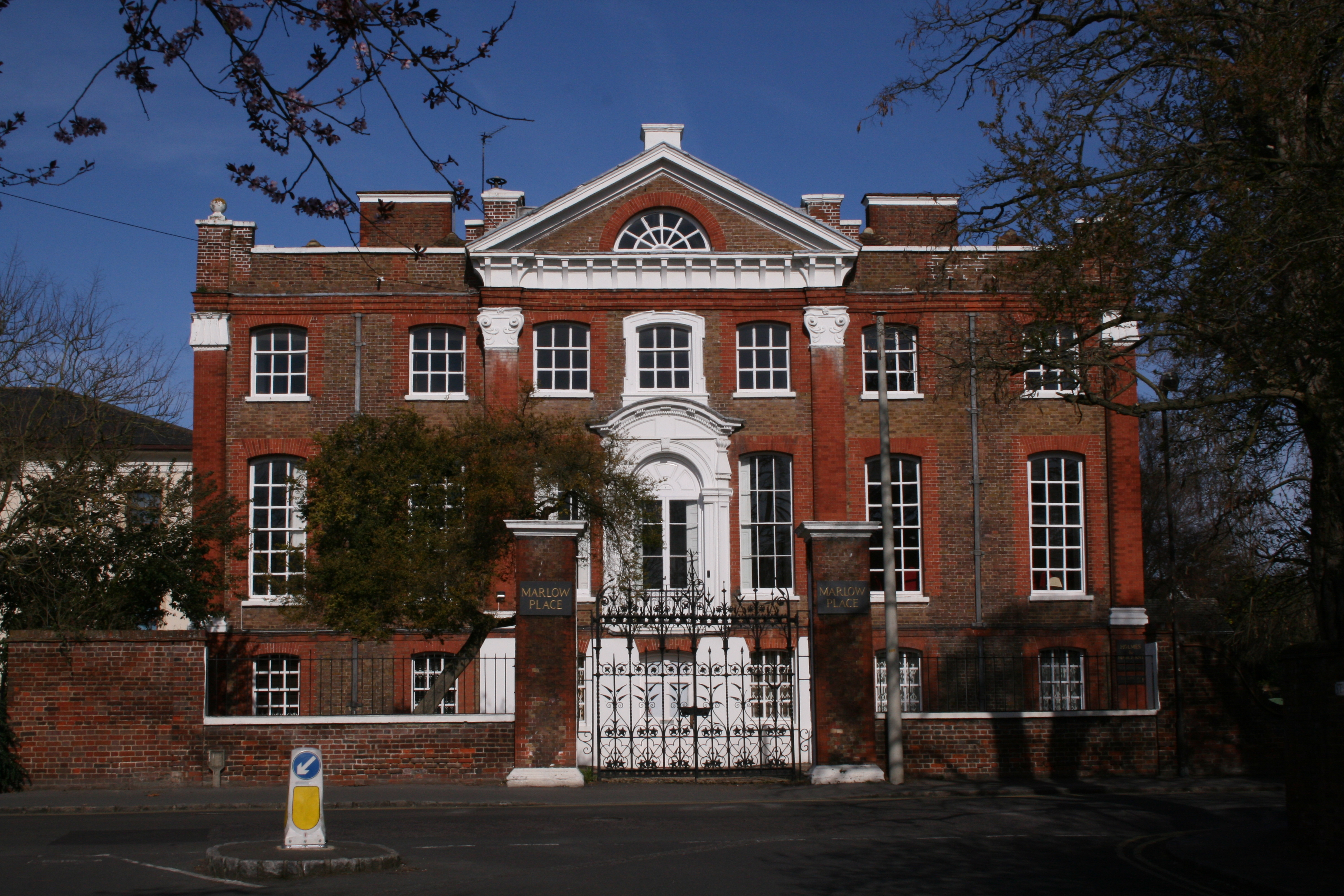
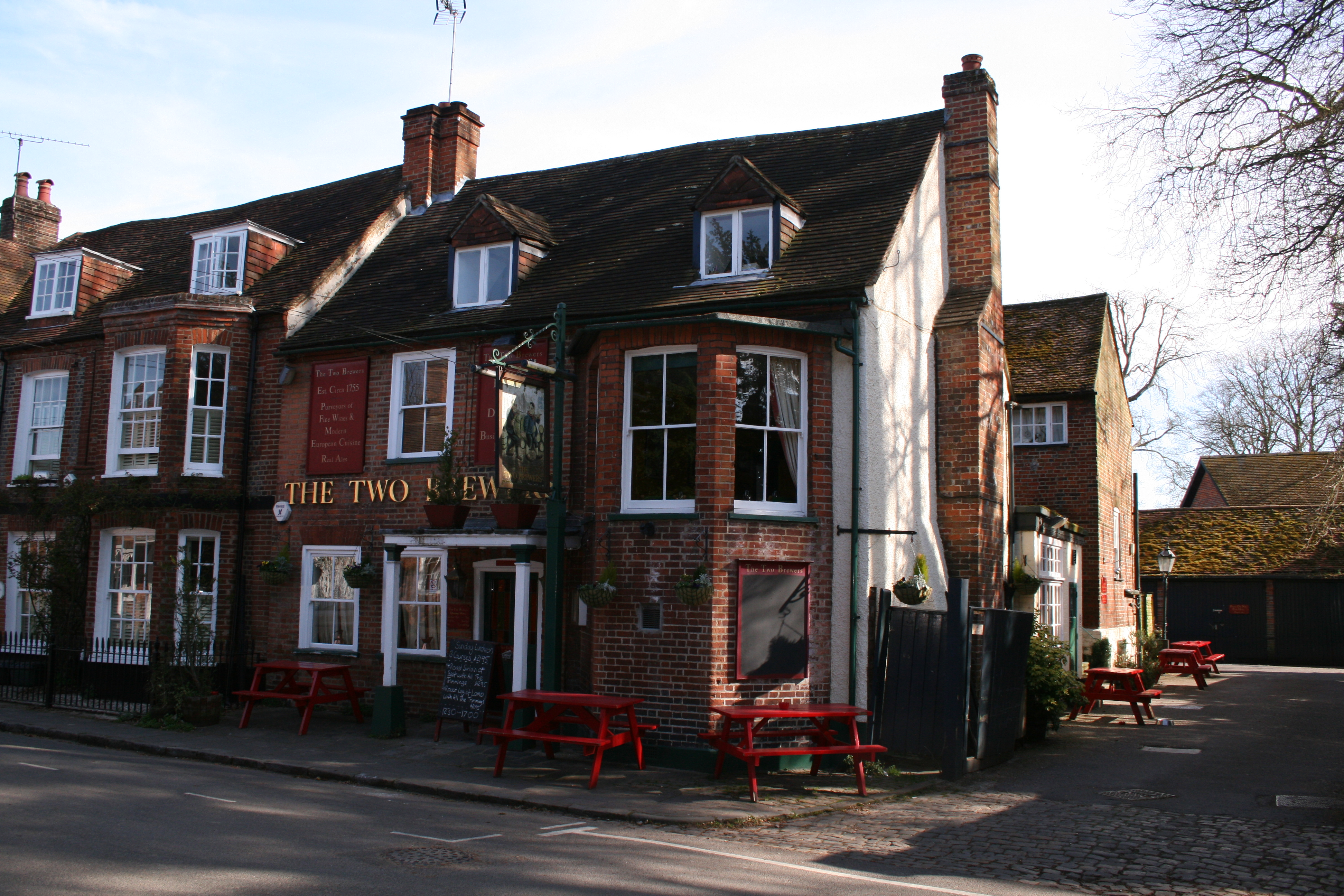
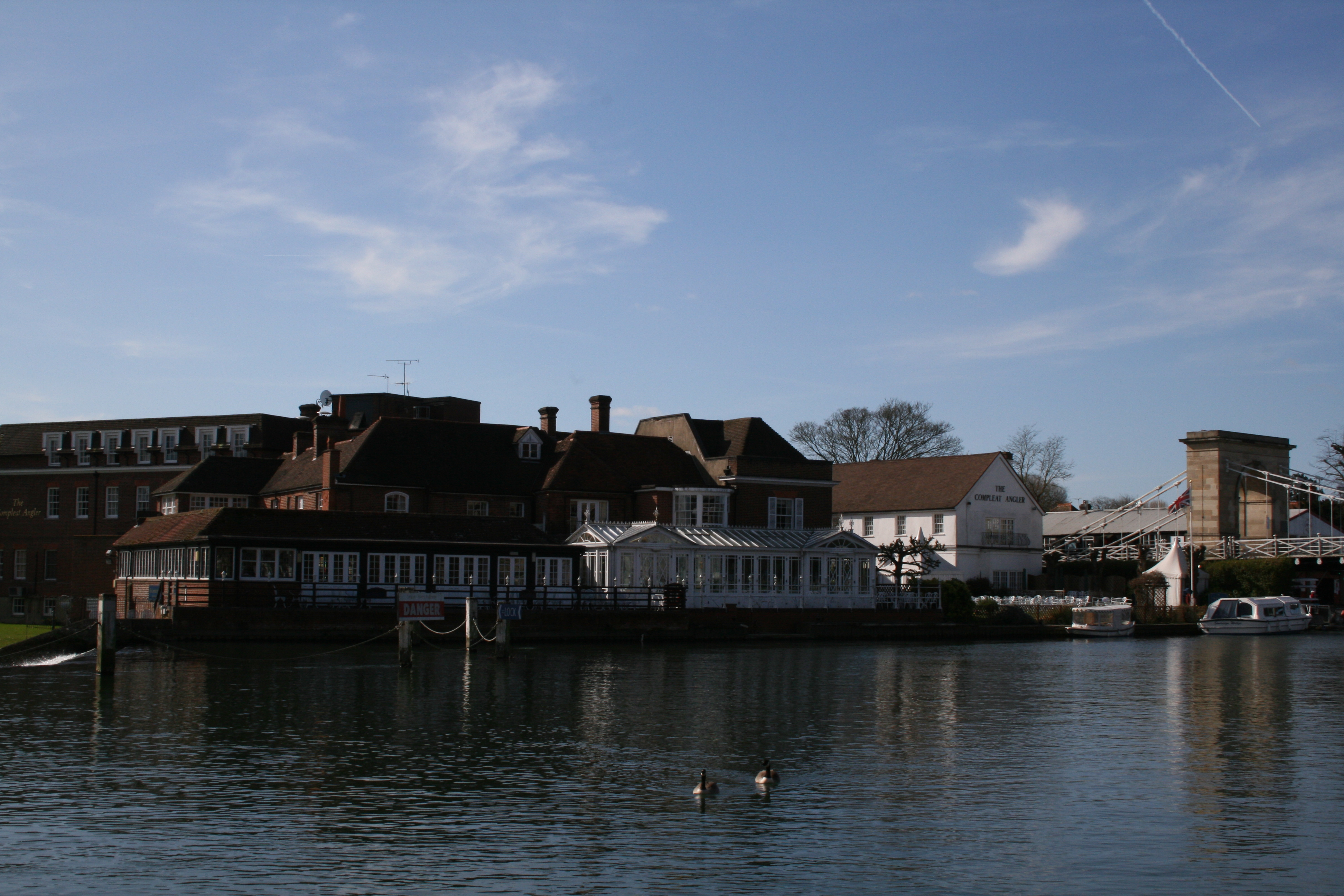
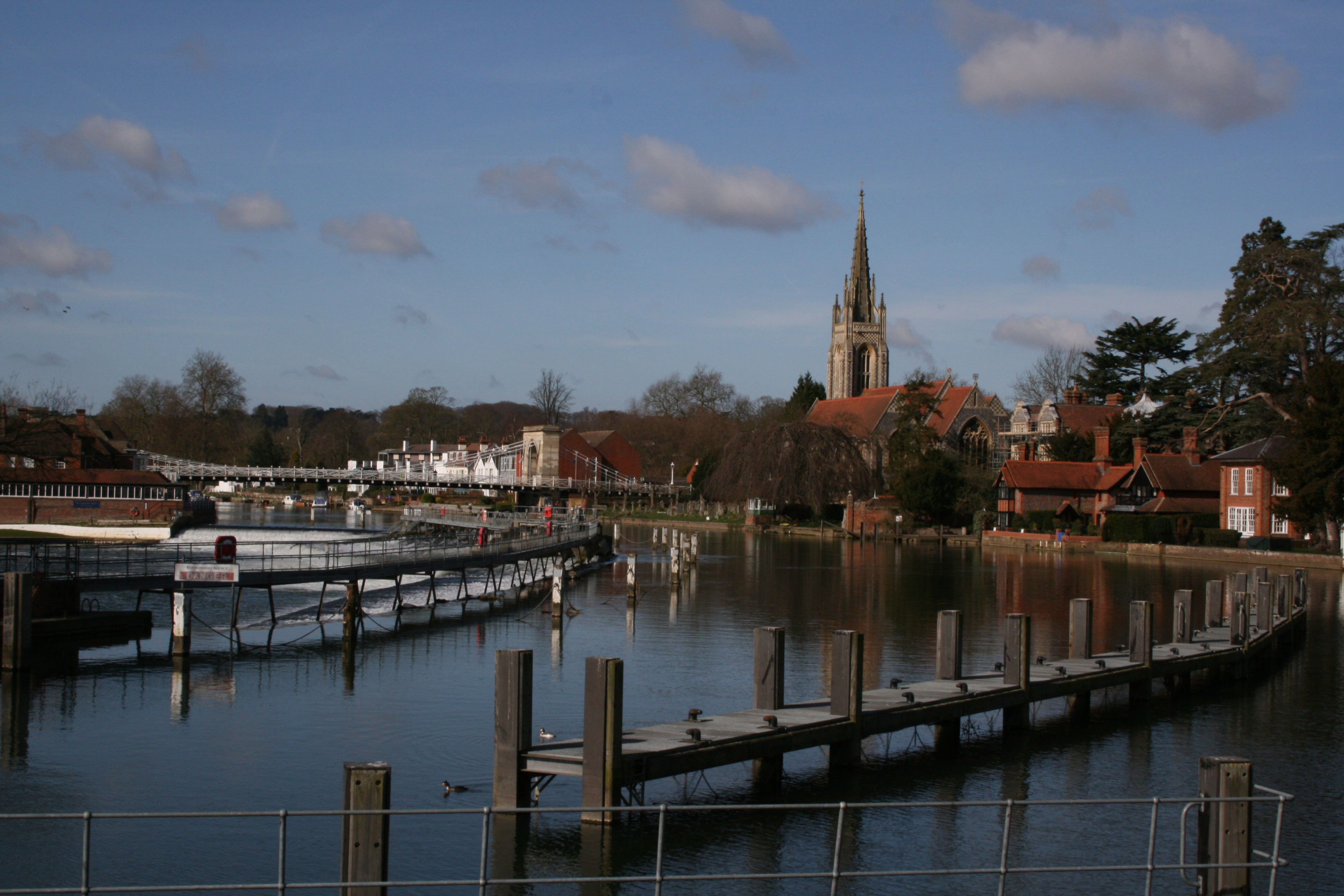
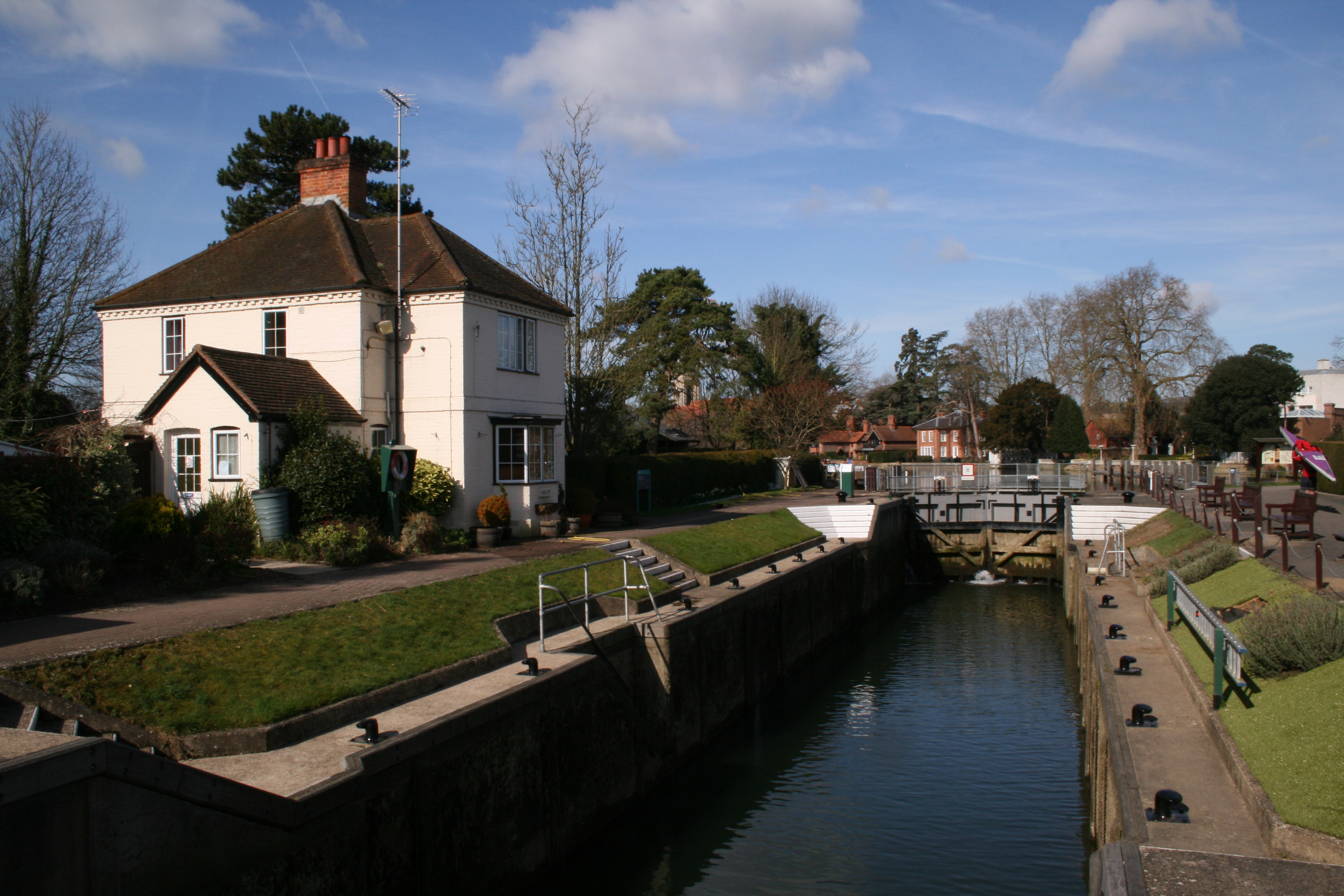
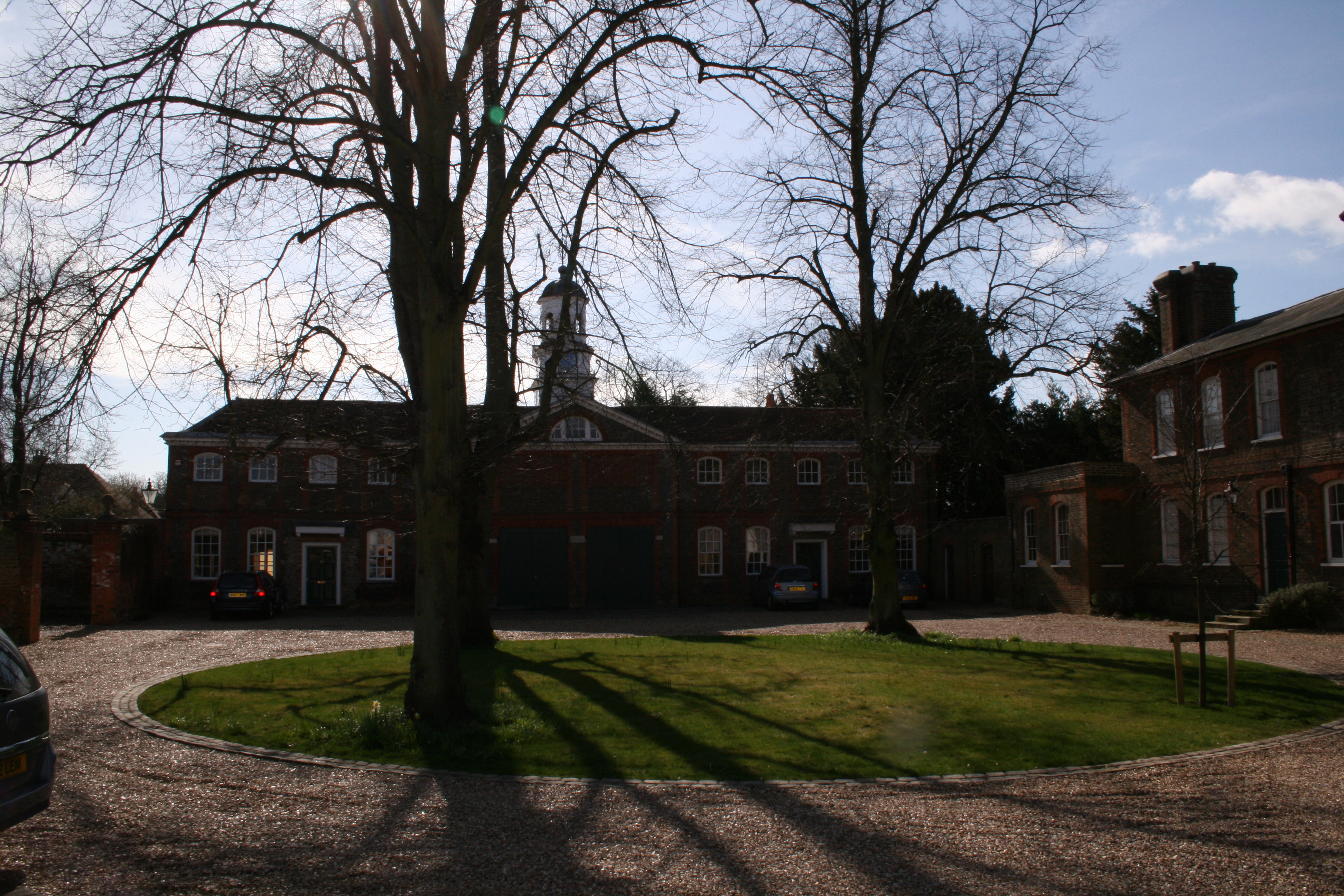
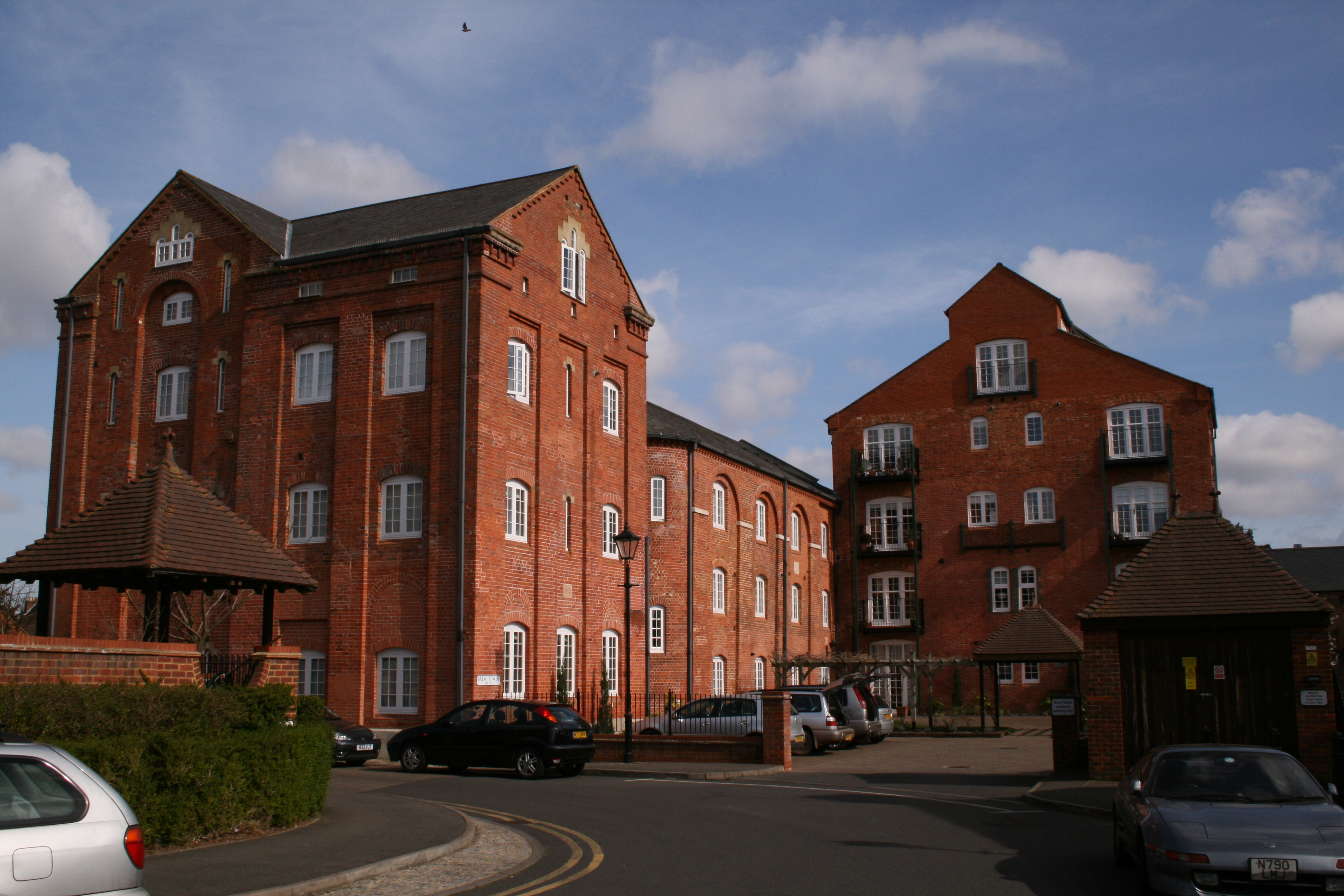